# Айсберг (роман Бенкса)
Айсберг — це роман Девіда Бенкса, написаний за мотивами британського науково-фантастичного телесеріалу «Доктор Хто».
Роман посів 18 місце (з 61) у рейтингу Virgin New Adventures.
Він є продовженням творів «Вторгнення» і «Десята планета». Події роману відбуваються одночасно з подіями «Правородження». Прелюдія до роману, яку також писав Банкс, з'явилася в журналі «Doctor Who» № 204.
Це був перший роман "Доктор Хто ", який демонстрував кіберменів, і перша «Нова пригода», яка демонструвала повторюваного ворога з телесеріалу.

## Сюжет
Рубі Дюваль, репортер, перебуває на борту СС Елізіум у 2006 році. Існує план перевезти зброю з корабля до Панами, і планується змінити неминуче перевернення магнітного поля Землі. Група кіберменів, що залишилися від першої спроби вторгнення на землю намагаються знайти свій шлях додому.

## Аудіоадаптація
У 1994 році Девід Бенкс записав аудіозапис свого роману для «Talking Books». Він містить 35 глав і триває близько 9 годин.